# Ďurkov
Ďurkov (ungarisch Györke) ist eine Gemeinde im Osten der Slowakei mit 548 Einwohnern (Stand 31. Dezember 2024), die zum Okres Košice-okolie, einem Teil des Košický kraj gehört und in der historischen Landschaft Abov liegt.

## Geographie
Die Gemeinde befindet sich im Tal der Oľšava, geomorphologisch zum Talkessel Košická kotlina gehörend, am Übergang in das Gebirge Slanské vrchy. Das knapp 10 km² große Gemeindegebiet reicht vom Talgrund über leicht gebirgige Felder und Wiesen bis zum Berg Bogota (854 m n.m.) in den Slanské vrchy. Das Ortszentrum liegt auf einer Höhe von 261 m n.m. und ist 19 Kilometer östlich von Košice entfernt.

## Geschichte
Ďurkov wurde zum ersten Mal 1323 als Gurke schriftlich erwähnt. 1427 gehörte das Dorf zum Geschlecht Ruszkai und hatte 51 Porta. 1828 zählte man 77 Häuser und 546 Einwohner.
Bis 1919 gehörte der im Komitat Abaúj-Torna liegende Ort zum Königreich Ungarn und kam danach zur Tschechoslowakei beziehungsweise heute Slowakei. 1938–45 lag er auf Grund des Ersten Wiener Schiedsspruchs noch einmal in Ungarn.

## Bevölkerung
| Jahr                | 1994 | 2004     | 2014     | 2024     |
| ------------------- | ---- | -------- | -------- | -------- |
| Anzahl der Personen | 1333 | 1551     | 1742     | 2066     |
| Unterschied         |      | +16,35 % | +12,31 % | +18,59 % |

| Jahr                | 2023 | 2024    |
| ------------------- | ---- | ------- |
| Anzahl der Personen | 2041 | 2066    |
| Unterschied         |      | +1,22 % |

Nach der Volkszählung 2011 wohnten in Ďurkov 1692 Einwohner, davon 1461 Slowaken, 92 Roma, 15 Magyaren und 2 Tschechen. 122 Einwohner machten keine Angabe. 988 Einwohner bekannten sich zur römisch-katholischen Kirche, 381 Einwohner zur reformierten Kirche, 36 Einwohner zur evangelischen Kirche, 28 Einwohner zur griechisch-katholischen Kirche und 18 Einwohner zu den Zeugen Jehovas. 49 Einwohner waren konfessionslos und bei 174 Einwohnern ist die Konfession nicht ermittelt.
Ergebnisse nach der Volkszählung 2001 (1472 Einwohner):
| Nach Ethnie: - 91,17 % Slowaken - 5,10 % Roma - 1,70 % Magyaren - 0,34 % Tschechen | Nach Konfession: - 58,22 % römisch-katholisch - 5,77 % keine Angabe - 2,72 % konfessionslos - 2,45 % griechisch-katholisch - 1,63 % evangelisch |

## Persönlichkeiten
- Josef Grünfeld (1840–1910), österreichischer Mediziner und Hochschullehrer